# Гранични прелаз
Гранични прелаз је место одређено за прелажење државне границе, тј. место на државној граници између две државе (или два независна ентитета), где се обавља провера путника и робе при преласку из једне државе у другу. Према међународном праву, гранични прелази су једина званично одређена места за преласке, па је њихов број обично ограничен.

## Намена граничних прелаза
Намена граничних прелаза је:
1. Заштита уласка непожељних појединаца (криминалци и друга лица која представљају претњу) и других који не испуњавају захтеве за улазак;
2. Заштита уласка робе која није по прописима државе или јој је ограничен улазак или подлеже царини.

У одређеним државама гранична провера се врши и при уласку и при изласку из државе (ЕУ, Србија), док се у другим случајевима проверава само улазак (нпр. САД, Канада).
Граничне прелазе обезбеђује посебно државно тело, које чине униформисана лица (често цариници, гранична полиција или гранични одреди војске).

## Обухват граничног прелаза
Подручје граничног прелаза је обележени простор потребан за обављање граничне провере са грађевинама неопходним за несметано и безбедно одвијање саобраћаја. Дати простор обично обухвата:
- део јавног пута на датом простору,
- зграде, инсталације и опрему потребне за сврсисходно и безбедно одвијање саобраћаја преко државне границе и вршење надзора.

## Врсте граничних прелаза
Према значају гранични прелази могу отворени за међународни и погранични саобраћај. Прва врста је већег значаја.
Према сталности гранични прелази могу бити: стални, сезонски и привремени.
Према врсте одвијања саобраћаја гранични прелази могу бити (Службени гласник РС бр. 97/2008):
- друмски,
- железнички,
- ваздушни и
- водни.

У неким земљама постоје и гранични прелази 
- пешачки
- бициклистички.

## Појам према Шенгенском уговору
Погледати: Шенгенски уговор
Према Шенгенском уговору, као закону Европске уније, одређени су битни појмови:
- Гранични прелаз означава сваки прелаз државне границе који је одређен од стране надлежног тела за прелаз међународно признатих граница (Члан 2., Тачка 8.);
- Гранична провера означава делатност која се врши на граници, [...] која обухвата проверу одговарајућих исправа и надзор границе (Члан 2., Тачка 9.);
- Провера исправа се врши на граничном прелазу над особама, укључујући и њихово возило и друге предмете у њиховом поседовању и представља проверу њихових међународних исправа (пасош, виза и др.) у циљу добијања потврде за њихов улазак у дату државу, односно излазак из дате државе (Члан 2., Тачка 10.);
- Надзор границе обухвата питање надзора границе између два гранична прелаза и надзор граничних прелаза изван времена њиховог рада, са намером заштите од непрописног преласка границе (Члан 2., Тачка 10.).